# Opheylissem
Opheylissem [ɔpɛlisɛm] (en wallon Élessinea ou Opelisseme) est une section de la commune belge d'Hélécine située en Région wallonne dans la province du Brabant wallon.
Ce village se trouve au bord de la Petite Gette, à l’extrémité nord-est du Brabant wallon. C’était une commune à part entière avant la fusion de communes. Avec deux autres villages de la vallée de la Petite Gette, Linsmeau et Neerheylissem, il fait dorénavant partie de la nouvelle commune d'Hélécine.
Son nom signifie « Hélécine d’en haut ». Il est surtout connu par son ancienne abbaye prémontrée, dont la fondation date du XIIe siècle : son palais abbatial est aujourd’hui le domaine provincial d’Hélécine.
C'est une étape sur le pèlerinage de Saint-Jacques-de-Compostelle ; point de départ de la via Gallia Belgica.

## Démographie
- Sources:INS, Rem:1831 jusqu'en 1970=recensements, 1976= nombre d'habitants au 31 décembre

## Patrimoine et culture

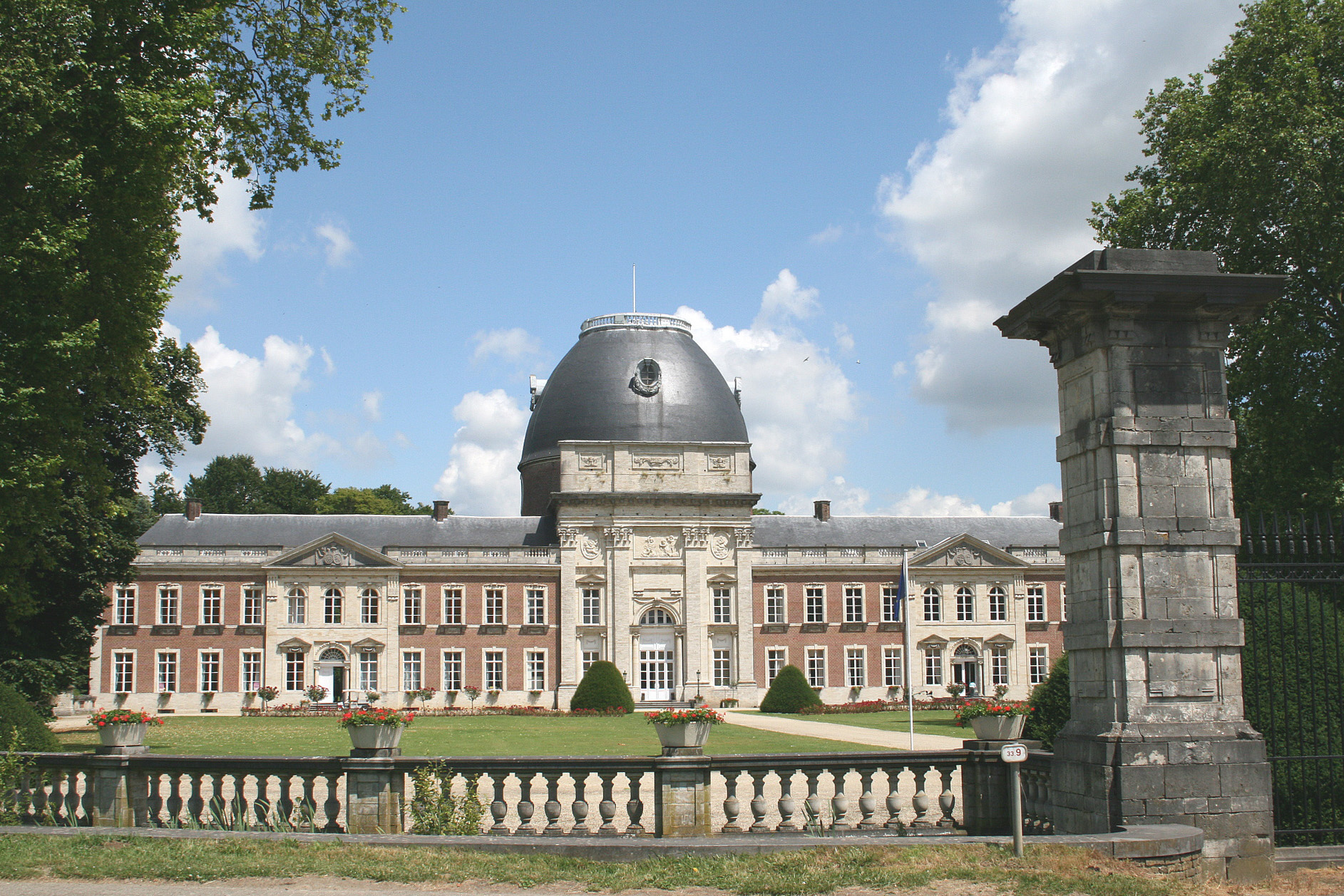
Les deux ailes de la prélature et la coupole de l'ancienne abbatiale (1760-1780), œuvre de Laurent-Benoît Dewez.